# 隠元隆琦

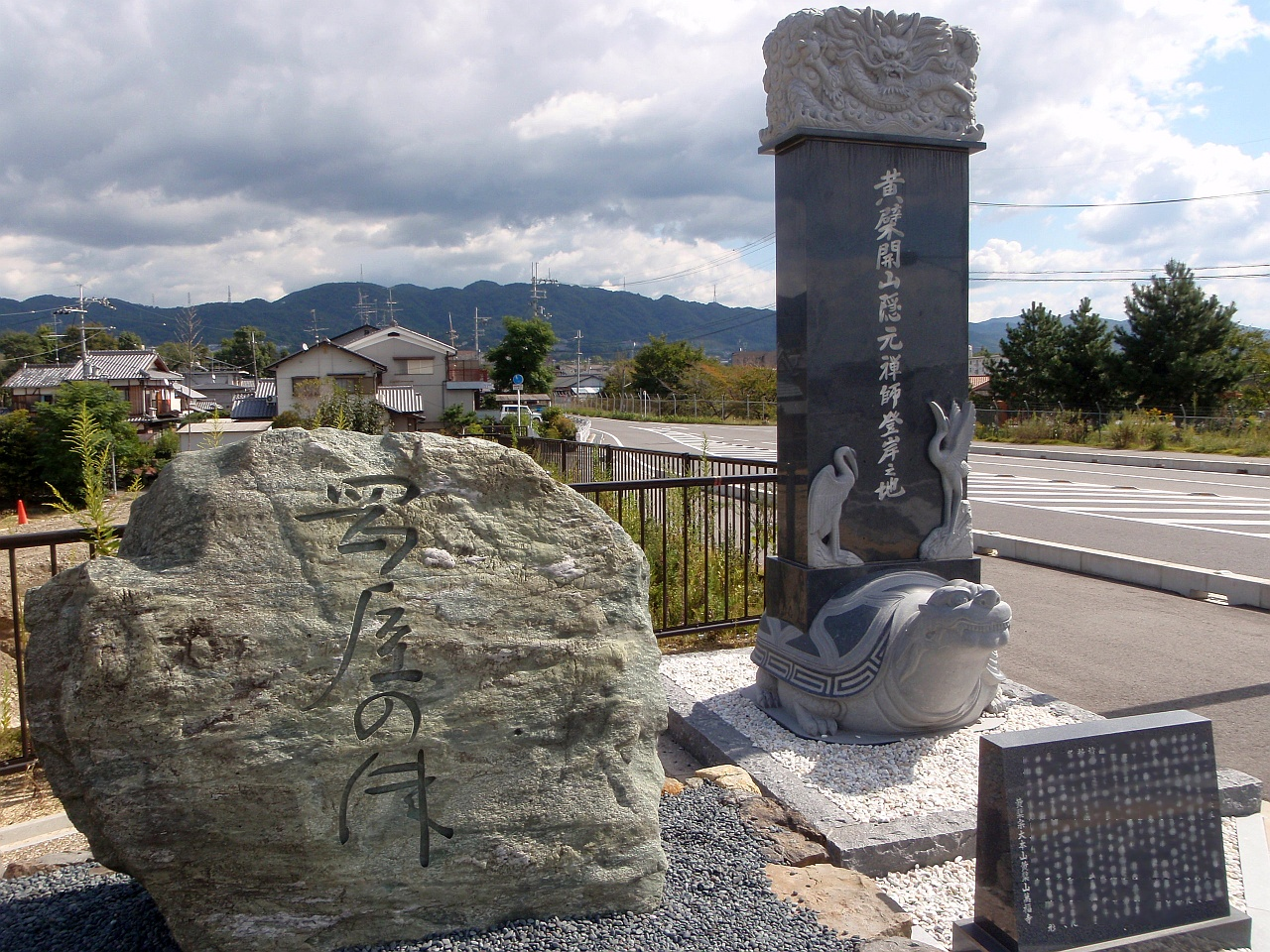
宇治川岸に建つ隠元隆琦上陸地の記念碑（右）

隠元隆琦（いんげん りゅうき、特諡として大光普照国師、仏慈広鑑国師、径山首出国師、覚性円明国師、勅賜として真空大師、華光大師、厳統大師）は、明末清初の禅宗の仏教僧。江戸時代初期に来日し、日本黄檗宗の祖となった。俗姓は林氏。福建省福州府福清県の出身。
隠元自身は臨済正宗と称していたが、独特の威儀を持ち、禅と様々教えを兼ね併せる当時の「禅浄双修」の念仏禅や、「禅密双修」の陀羅尼禅を特徴とする明朝の禅である「明禅」を日本に伝えた。また、道者超元と共に当時の禅宗界に多大な影響を与え、江戸時代における臨済・曹洞の二宗の戒律復興運動等にも大きな貢献をした。
なお、明代の書をはじめとして当時の中国における文化や文物をも伝え、隠元豆の名称に名を残し、京の宇治に煎茶としての茶の製法と喫し方を持ち込み、煎茶道の開祖ともされる。また、普茶料理と呼ばれる精進料理を広めた。能書家としても知られ、木庵性瑫・即非如一とともに「黄檗の三筆」と称される。江戸時代前期の文化のうち、隠元の影響が見られるこれらを「黄檗文化」と総称することもある。

## 経歴

### 生い立ちから来日まで
万暦20年（日本の文禄元年）11月4日（1592年12月7日）、福建省福州府福清県万安郷霊得里東林に生まれる。俗名は林曽炳。3人兄弟の末っ子。父の林徳龍は、在田と号した。6歳の時、父の林徳龍は湖南・湖北方面に赴き、以後、消息を絶つ。
10歳で仏教に発心する（16歳という説もあり）が、出家修道は母に許されなかった。
20歳の時、母や長兄から妻帯を勧められるが「父の行方も知らないでいるのは子として不幸である。父に会ってからのちに妻帯しても遅くない」といって断った。21歳の時に消息不明の父を浙江に捜したが果たせなかった。
23歳の時、寧波府の普陀山の潮音洞主の下に参じ、在俗信者でありながら1年ほど茶頭として奉仕した。
28歳の時、母死す。印林寺で黄檗山の僧である鑑源興寿に会い古黄檗で出家するよう勧められ、万暦48年（1620年）に出家した。29歳で、生地である福清の古刹で、黄檗希運も住した黄檗山萬福寺の鑑源興寿の下で得度した。
33歳の時、金粟山広慧寺で密雲円悟に参禅し、密雲が萬福寺に晋山するに際して、これに随行した。35歳で黄檗山の費隠通容から印可を受けた。38歳の時、密雲は弟子の費隠通容に萬福寺を継席して退山したが、隠元はそのまま萬福寺に残り、45歳で費隠に嗣法した。
その後、萬福寺を出て獅子巌で修行していたが、費隠が退席した後の黄檗山の住持に招請されることとなり、崇禎10年（1637年）に晋山し、黄檗山の主を7年間務めた。後に退席したが、明末清初の動乱が福建にも及ぶ中、順治3年（1646年）に再度晋山し、再び9年間務めた。

### 来日以降
江戸時代初期、長崎の唐人寺であった崇福寺の住持に空席が生じたことから、先に渡日していた興福寺住持の逸然性融が、隠元を日本に招請した。
当初、隠元は弟子の也嬾性圭を派遣したが、途中船が座礁して客死した。隠元への来日招請は四度に及び、二十人以上の弟子を率いて、鄭成功が仕立てた船に乗り、承応3年（1654年）7月5日夜に長崎へ来港した。随行した弟子には良静・良健・独癡・大眉・独言・良演・惟一・無上・南源・独吼らがおり、月洲筆『普照国師来朝之図』にこのときの模様が描かれている。
隠元が入った興福寺には、明禅の新風と隠元の高徳を慕う具眼の僧や学者たちが雲集し、僧俗数千とも謂われる活況を呈した。
明暦元年（1655年）、崇福寺に移る。同年、妙心寺元住持の龍渓性潜の懇請により、摂津嶋上（現在の大阪府高槻市）の普門寺に晋山するが、隠元の影響力を恐れた江戸幕府によって、寺外に出る事を禁じられ、また寺内の会衆も200人以内に制限された。
隠元の渡日は、当初3年間の約束であり、本国からの再三の帰国要請もあって帰国を決意するが、龍渓らが引き止め工作に奔走し、万治元年（1658年）には、幕府第4代将軍・徳川家綱と会見した。その結果、万治3年（1660年）、山城国宇治郡大和田に寺地を賜り、翌年、新寺を開創し、旧を忘れないという意味を込め、母国の寺と同名の黄檗山萬福寺と名付けた。
寛文3年（1663年）には、完成したばかりの法堂で祝国開堂を行い、民衆に対しては、日本で初めての授戒「黄檗三壇戒会」を厳修した。

### 黄檗宗開教以降
これによって、隠元は日本禅界の一派の開祖となったが、当初から黄檗宗と名乗っていたわけではない。本人は歴とした臨済宗を嗣法している自負があったので、臨済正宗を名乗っている。もっとも、宗風や叢林としての規矩清規は当時の中国・明時代の臨済禅に倣っていたことから、既に日本に根付いていた臨済宗とは趣を異にし、その違いにより、自ずから一派を形成する方向に向かったものである。
隠元の『黄檗清規』は、乱れを生じていた当時の禅宗各派の宗統・規矩の更正に大きな影響を与え、特に卍山道白らによる曹洞宗の宗門改革では重要な手本とされた。
隠元には、後水尾法皇を始めとする皇族、幕府要人を始めとする各地の大名、多くの商人たちが競って帰依した。
萬福寺の住職の地位にあったのは3年間で、寛文4年（1664年）9月に後席は弟子の木庵性瑫に移譲し、松隠堂に退いた。
松隠堂に退隠後、82歳を迎えた寛文13年（1673年）正月、隠元は死を予知し身辺を整理し始め、3月になり、体調がますます衰え、4月2日には後水尾法皇から「大光普照国師」号が特諡された。4月3日に遺偈を認めて示寂。世寿82歳。

## 国師号・大師号
寛文13年（1673年）に後水尾法皇から「大光普照国師」号の特諡を賜った後、50年ごとの遠忌に皇室より諡号を賜わることが慣例となった。
- 享保7年（1722年）、霊元上皇より「仏慈広鑑国師」[4]
- 明和9年（1772年）、後桜町上皇より「径山首出国師」[4]
- 文政5年（1822年）、光格上皇より「覚性円明国師」[4]
  - 明治5年（1872年）は、当時の仏教排除政策を背景として、なし。なお国師号・大師号の宣下は、明治9年（1876年）に再開された。
- 大正6年（1917年）、大正天皇より「真空大師」[4]
- 昭和47年（1972年）、昭和天皇より「華光大師」[4]
- 令和4年（2022年）、今上天皇より「厳統大師」[5]

## 語録・著作
- 『隠元禅師語録』16巻
- 『普照国師広録』30巻
- 『黄檗隠元禅師雲涛集』1巻
- 『弘戒法儀』1巻[2]
- 『黄檗山寺志』1巻
- 『黄檗清規』
- 『普照国師語録』3巻[2]
- 『普照国師法語』2巻[2]
- 『松堂集』2巻[2]
- 『太和集』2巻[2]

## 弟子
嗣法者は23名で、うち3人が日本人である。
- 木庵性瑫
- 即非如一
- 慧林性機
- 龍渓性潜
- 独湛性瑩
- 大眉性善
- 独照性円
- 独本性源
- 独立性易

## 隠元豆
隠元が来日した際に日本に持ち込んだためにその名が付いたとされるインゲンマメは、中南米原産のマメ科の作物。ヨーロッパに伝わった後、ユーラシア大陸を横断して中国から日本に伝来した。ただし、隠元が持ち込んだのは、現在のフジマメ（藤豆）だという説もあり、関西ではフジマメのことをインゲンマメと呼ぶ。